# Menhartice (Křimov)
Menhartice (německy Märzdorf) jsou samota, část obce Křimov v okrese Chomutov. Nachází se asi 2,5 km na sever od Křimova. V roce 2011 zde trvale nežil žádný obyvatel.

## Název
Původní název vesnice Meinhardesdorf byl odvozen z osobního jména Meinhart nebo Meginhart. První část názvu magen (síla, moc, množství) pochází ze střední horní němčiny. Mezi první písemnou zmínkou a dalšími zprávami o vesnici je téměř tři sta let dlouhá mezera, během které se jméno změnilo na Martinsdorf (Martinova ves). V historických pramenech se jméno vesnice vyskytuje ve tvarech: Meinhardesdorf (1281), Martinsdorff (1571), Merczdorff (1606) nebo Merczdorf a Märzdorf (1787 a 1846).

## Historie

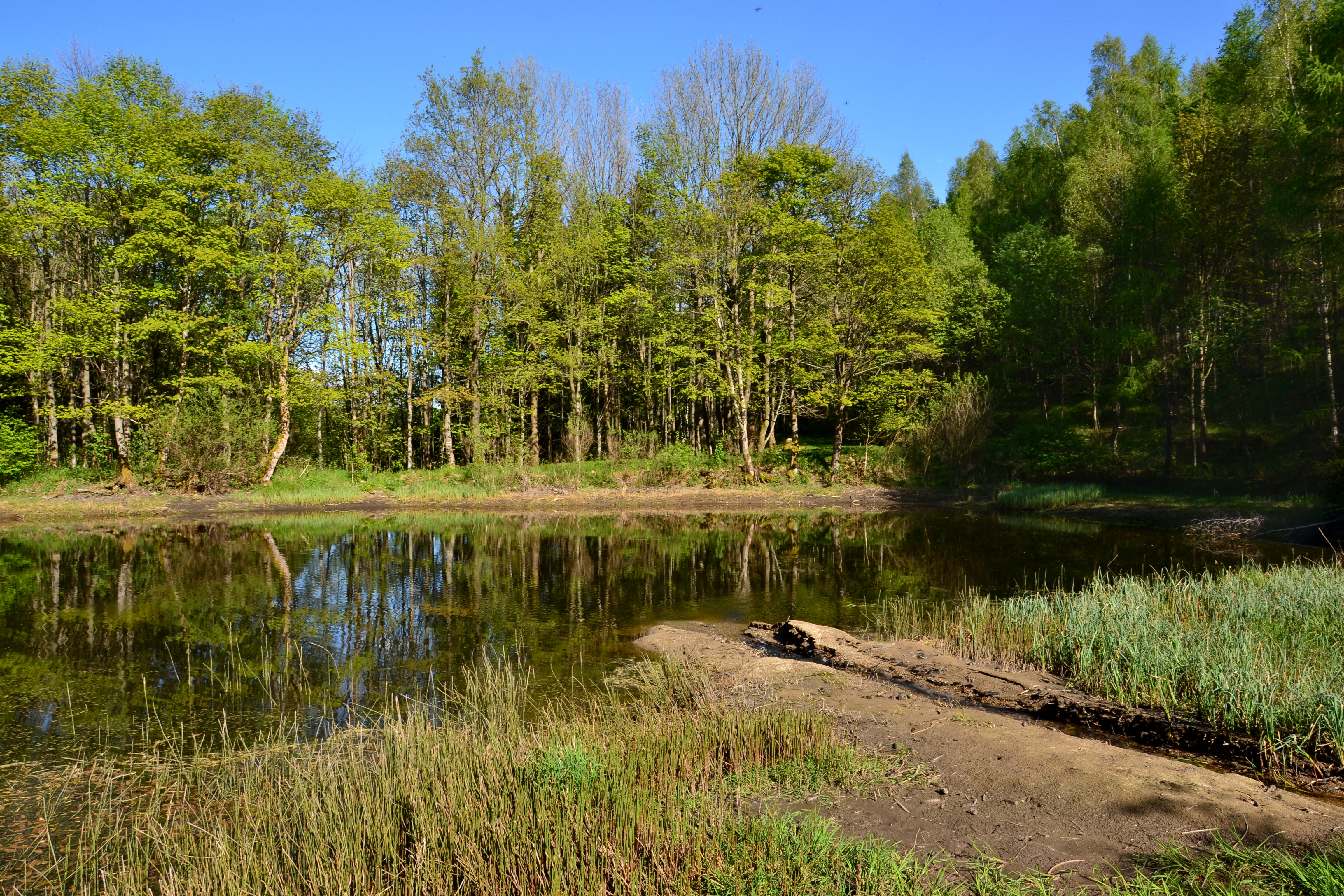
Menhartický rybník

První písemná zmínka o Menharticích pochází z roku 1281, kdy je Chotěbor z Račic odkázal řádu německých rytířů z chomutovské komendy. Je pravděpodobné, že až do zrušení poddanství v roce 1848 vesnice patřila k chomutovskému panství a v jejím čele stál rychtář, jehož úřad byl zrušen roku 1849. Další zmínka je až z roku 1571, kdy chomutovské panství koupil Bohuslav Felix Hasištejnský z Lobkovic a krátce nato nařídil, že Menhartice musí nakupovat pivo od chomutovských měšťanů. Když se Chomutov vykoupil z poddanství, převzal i bývalé panství Jiřího Popela z Lobkovic. Ve smlouvě byly Menhartice se šestnácti poddanými oceněny na 672 a půl kopy grošů.
Vzhledem k odlehlé poloze skryté v údolí mimo hlavní cesty se Menharticím vyhnuly časté průchody vojsk během třicetileté války. V roce 1657 v nich žilo čtrnáct rodin a potomci některých z nich ve vsi zůstávali až do roku 1945. Přes vysokou nadmořskou výšku přesahující 700 metrů patřilo zemědělství k hlavním způsobům obživy. Pěstovaly se zejména brambory, tuřín, zelí a v malém množství také oves a žito. Mezi zdroje příjmů patřila sklizeň sena. V devatenáctém století se rozšířil chov skotu, při němž se sedláci zaměřovali na pincgavské plemeno. Mléčné výrobky potom prodávali v Chomutově nebo do Saska. V menší míře, pro vlastní potřebu, se chovala také prasata. Příjmy lidé doplňovali prací v lese. Přestože k většině usedlostí malý les patřil, lidé většinou pracovali v chomutovských lesích. Pokles poptávky po dřevu ve druhé polovině devatenáctého století vedl k rozšíření pěstování lnu. Len se zpočátku zpracovával podomácku, ale roku 1894 bylo v Křimově založeno společenstvo pro pěstování lnu, které u Křimova vybudovalo textilní továrnu.

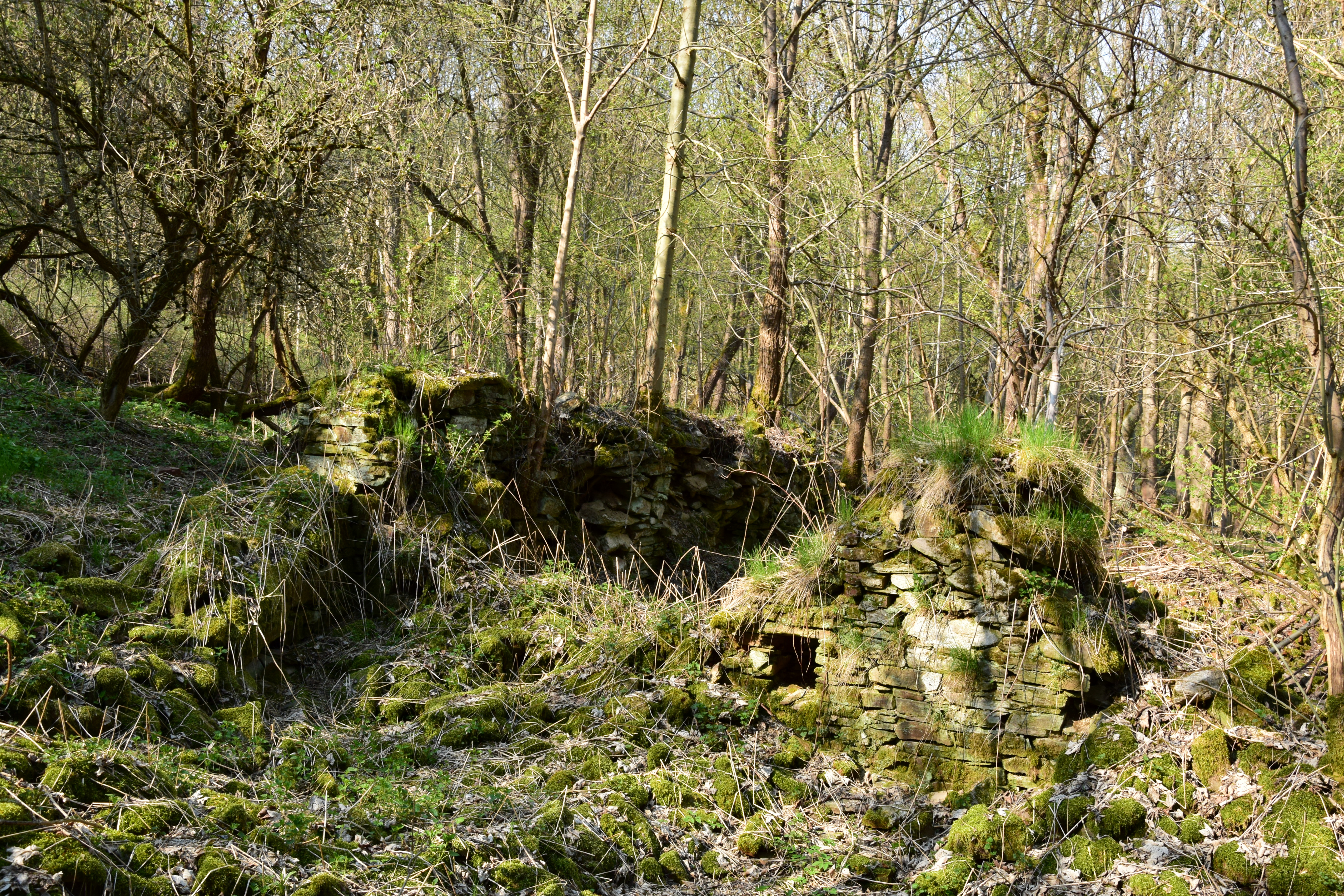
Zřícenina domu

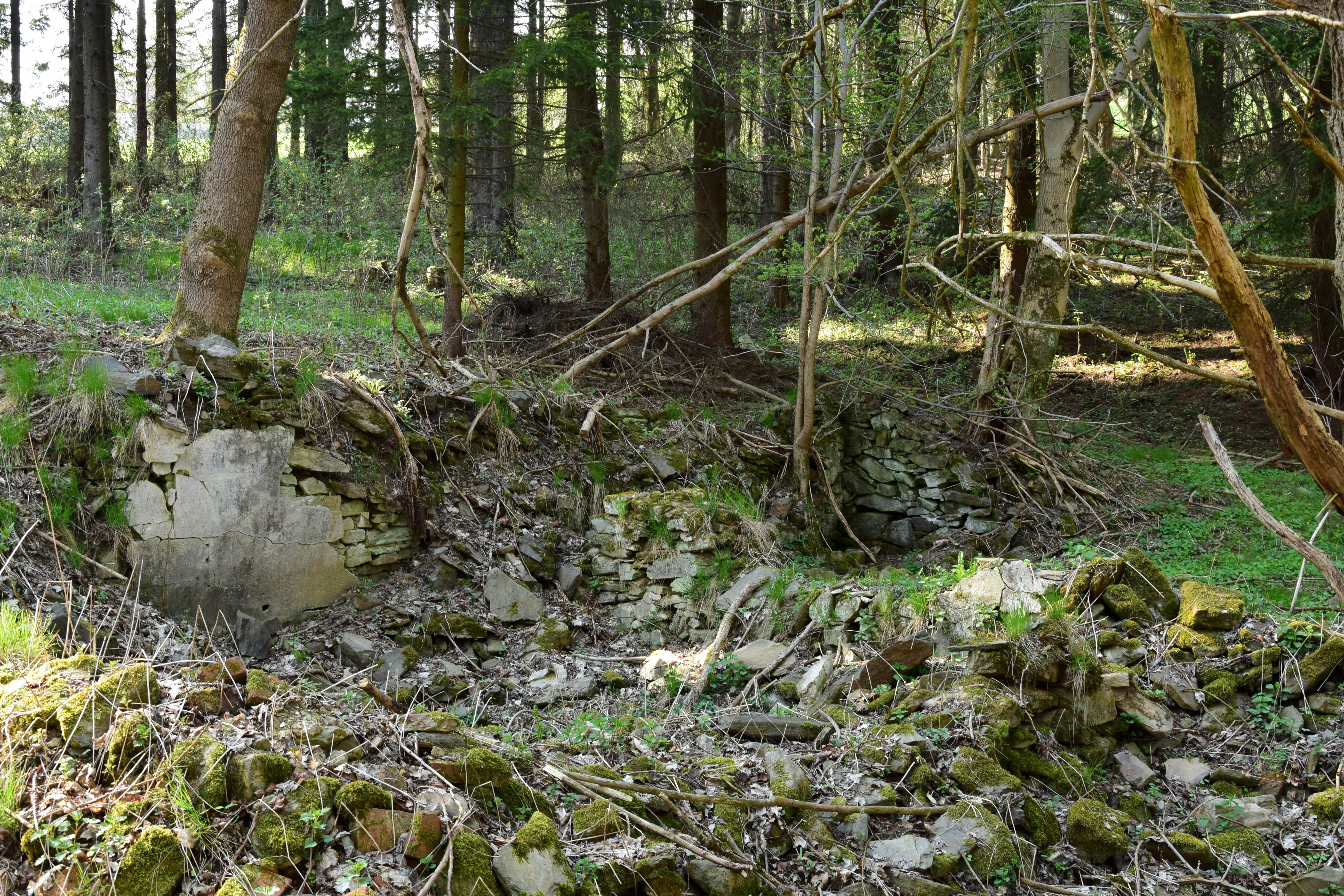
Zřícenina domu

Od poloviny osmnáctého století mívaly Menhartice vlastní školu. Bývala v domě čp. 6, ale v roce 1828 byla postavena nová školní budova. Po většinu doby měla jen jednu třídu, ale na počátku dvacátého století byla rozšířena na dvojtřídku. Starší děti navštěvovaly měšťanskou školu v Hoře Svatého Šebestiána.
V první polovině devatenáctého století vesnice patřila k chomutovskému statku spravovanému z Krásné Lípy. Roku 1822 se poddaní z Menhartic a okolních vesnic složili na nákup dvou hasičských stříkaček, z nichž jedna měla sloužit Nové Vsi a druhá ostatním vesnicím. Novou stříkačku zakoupila obec Menhartice v roce 1852 a v roce 1875 pořídila moderní sací stříkačku. Ta sloužila až do roku 1925, kdy ji nahradila výkonná stříkačka firmy Flader z Černého Potoka. Sbor dobrovolných hasičů byl ve vsi založen až roku 1900. Menhartičtí hasiči v letech 1842–1915 hasili osm požárů. Nejčastěji hořely obytné domy, ale požáry postihly také hospodářská stavení nebo les.
Ve druhé polovině devatenáctého století docházelo v životě vesnice k velkým změnám. Starou dřevěnou zástavbu nahradily zděné stavby. Na návsi byla roku 1850 postavena kaple svatého Floriána. V roce 1875 byl zahájen provoz na železniční trati Křimov–Reitzenhain, na které měly Menhartice svou zastávku. Dopravní spojení přesto zůstávalo špatné a horské produkty přestávaly konkurovat levnějšímu zboží ze vzdálenějších oblastí. To vedlo k dlouhodobému pomalému poklesu počtu obyvatel.
V roce 1880 obyvatelé vesnice vlastním nákladem postavili obelisk na počet padesátých narozenin císaře Františka Josefa I. Během první světové války bojovali v jednotkách 92. pěšího a 8. zeměbraneckého rakousko-uherského pluku. Velká hospodářská krize vedla k dalšímu úbytku obyvatel a po druhé světové válce došlo k vysídlení Němců. Tím se vesnice téměř vylidnila. V roce 1947 ve vsi žilo jen sedmnáct lidí a dosídlení novými přistěhovalci se nepodařilo. Jedním z důvodů byla přetrvávající špatná dopravní dostupnost umocněná postupným omezováním a posléze úplným ukončením provozu železniční trati. Po rozhodnutí o výstavbě vodní nádrže Křimov se Menhartice ocitly v jejím ochranném pásmu. Zbývající obyvatelé se proto museli odstěhovat a vesnice zanikla.

## Přírodní poměry
Menhartice stávaly v katastrálním území Menharice u Křimova o rozloze 5,05 km² v Ústeckém kraji asi 2,5 kilometru severoseverozápadně od Křimova a deset kilometrů severozápadně od Chomutova. Původní vesnice mívala půdorys okrouhlice, ale toto uspořádání později narušila ulice, která vedla z centra směrem k rybníku.

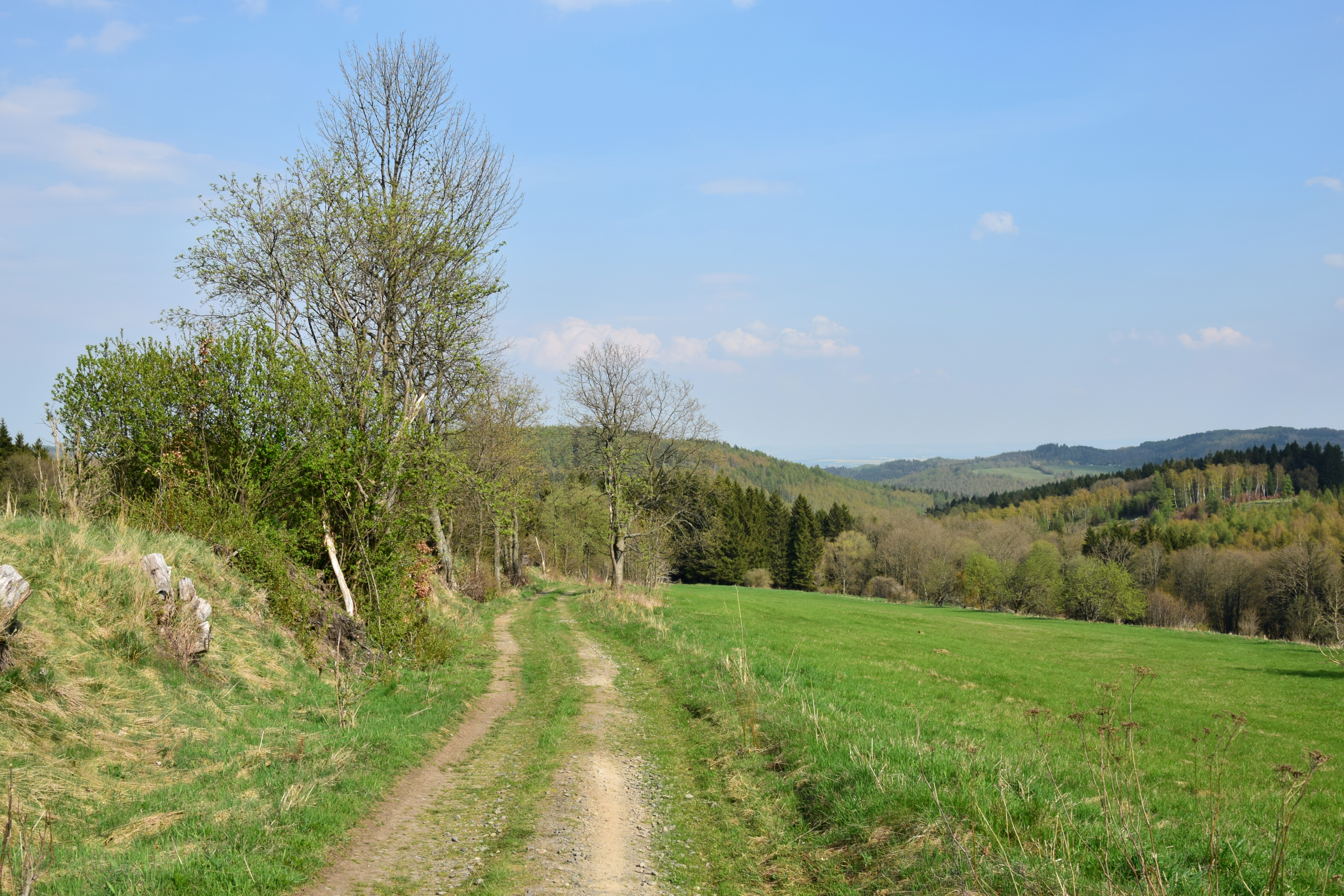
Cesta z Hory Svatého Šebestiána do Menhartic

Geologické podloží je tvořené především prekambrickými dvojslídnými a biotitickými rulami, ale nejsevernější část katastrálního území na svazích Bezručova údolí tvoří Intruzivní horniny předvariského a neznámého stáří, konkrétně různé druhy metagranitů, metagranodioritů a ortorul. V geomorfologickém členění Česka oblast leží v geomorfologickém celku Krušné hory, podcelku Loučenská hornatina a okrsku Přísečnická hornatina, pro kterou jsou charakteristické zbytky zarovnaných povrchů na vyzdvižené kře. Nejvyšším bodem území je vrchol Menhartického vrchu (849 metrů) a dalším významným vrcholem je Chlum (762 metrů) při jižní hranici. Samotná vesnice stávala nad Menhartickým potokem na jižním úbočí Menhartického vrchu ve výšce okolo 725 metrů. Z půd převažují podzoly, ale v místě, kde stávala vesnice, a v údolí mezi Menhartickým vrchem a Chlumem se vyskytují také kambizemě. Západní svahy Bezručova údolí při východní hranici katastrálního území patří ke stejnojmenné přírodní památce a celé území je součástí přírodního parku Bezručovo údolí.

## Obyvatelstvo
Při sčítání lidu v roce 1921 zde žilo 166 obyvatel (z toho 86 mužů), z nichž bylo pět Čechoslováků a 161 Němců. Všichni patřili k římskokatolické církvi. Podle sčítání lidu z roku 1930 měla vesnice 168 obyvatel německé národnosti. Jeden byl bez vyznání, jeden byl členem jiných církví a ostatní se hlásili k římskokatolické církvi.
|           | 1869 | 1880 | 1890 | 1900 | 1910 | 1921 | 1930 | 1950 | 1961 | 1970 | 1980 | 1991 | 2001 | 2011 | 2021 |
| --------- | ---- | ---- | ---- | ---- | ---- | ---- | ---- | ---- | ---- | ---- | ---- | ---- | ---- | ---- | ---- |
| Obyvatelé | 224  | 226  | 224  | 214  | 195  | 166  | 168  | 12   | —    | —    | —    | —    | —    | —    | —    |
| Domy      | 36   | 40   | 41   | 39   | 36   | 38   | 38   | 34   | —    | —    | —    | 2    | —    | —    | —    |

## Obecní správa a politika
Podle údajů ze sčítání lidu byly Menhartice v období 1869–1930 obcí v okrese Chomutov a roku 1950 patřily jako část obce ke Křimovu.
Při volbách do obecních zastupitelstev konaných 22. května 1938 v Menharticích žilo 102 voličů. Volby však neproběhly, protože kandidátní listinu podala pouze Sudetoněmecká strana, která se tak automaticky stala vítězem voleb.